# Doggy bag
Pour les articles homonymes, voir Doggy et Doggy Bag.

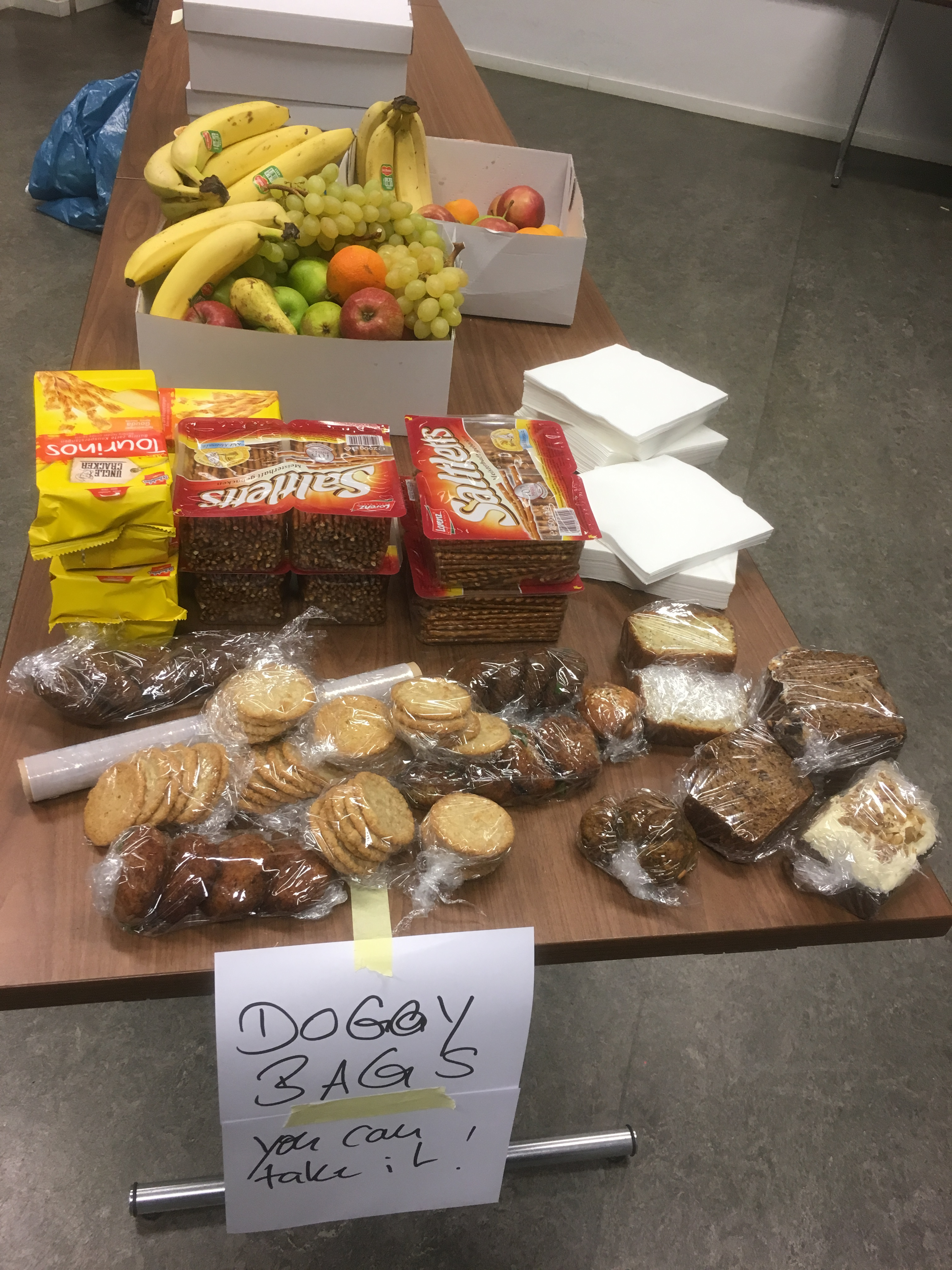
Doggy bags.

Un doggy bag est un terme anglais qui désigne l'emballage dans lequel le client d'un restaurant peut emporter les restes de son repas, et par métonymie les restes eux-mêmes.
La traduction littérale de « sac à toutou » reflète le prétexte invoqué : ces restes serviront à nourrir le chien. Cette pratique est assez fréquente dans les restaurants, notamment italiens et asiatiques, qui combinent consommation sur place et vente à emporter. Depuis les années 2010, cette pratique s’inscrit de plus en plus dans le cadre de la lutte contre le gaspillage alimentaire.
En français québécois, il est recommandé par l'Office québécois de la langue française d'utiliser le terme « emporte-restes » pour parler de doggy bag.

## Contexte historique
Dans la Rome antique, les convives emportaient les restes du repas dans une serviette pour les manger le lendemain, d'aucuns allaient même jusqu'à les revendre.
Durant la Seconde Guerre mondiale, il était vivement conseillé de donner les restes des repas aux chiens plutôt que de les jeter et certains restaurants auraient proposé à leurs clients d'emporter les os et les restes, pour leur chien ou pour eux-mêmes.
Le doggy bag, conséquence indirecte des privations de la guerre, est présenté comme courant en Israël dès l'arrivée des premiers rescapés de la Shoah, par Josy Adida-Goldberg dans sa chronique familiale Les Deux Pères.

## Enjeux
En France, selon une étude de l’ADEME, dans la chaîne de production alimentaire, la consommation finale est responsable de 33 % de la quantité de nourriture gaspillée. Dans cette consommation finale, 40 % du gaspillage alimentaire a lieu dans les restaurants, alors que 15 % seulement des repas y sont pris. Les consommateurs gaspillent ainsi quatre fois plus en restauration collective qu'à domicile.
Une expérimentation menée en Écosse a montré que la proposition systématique de doggy bags pouvait permettre de réduire de 42 % le gaspillage alimentaire dans les restaurants.

## Dans le monde

### Australie
En Australie, la loi interdit aux restaurants de distribuer des sacs pour récupérer les restes de table, car cette pratique présente des risques sanitaires si les aliments ne sont pas conservés à la température appropriée.

### Chine
En Chine, le gaspillage de nourriture est tel que plus de 12 000 restaurants du Jinan, capitale de la province du Shandong, ont placé des cartes sur la table, rappelant aux clients de ne commander que ce qu'ils peuvent manger ou d'emporter les restes.

### États-Unis
Cette pratique est très commune aux États-Unis où, par exemple, 80 % des clients de la chaîne The Cheesecake Factory repartiraient avec les restes de leur repas.

### Europe
En Europe, elle est acceptée dans quelques restaurants signalés dans les guides touristiques, comme le Petit Futé,,. 

#### Belgique
Lancé en février 2016 par la Région wallonne et celle de Bruxelles-Capitale, le Rest-o-Pack n'a pas le succès escompté : ce sont moins de 70 % des restaurants qui distribuent moins de cinq boîtes par semaine. Par ailleurs, des études montrent que le gaspillage en cuisine est nettement supérieur à celui dû aux restes sur les assiettes.

#### France
En France, l'Union des métiers et des industries de l'hôtellerie, la principale organisation patronale de la restauration, annonce le 7 avril 2015 avoir signé un accord avec la startup TakeAway pour promouvoir l'usage du doggy bag en France, afin de lutter contre le gaspillage alimentaire. Peu ancré dans la culture française, le doggy bag n'est pas obligatoire mais seulement recommandé. 
La pratique a du mal à s'imposer mais se démocratise quelque peu depuis les années 2010, le doggy bag pouvant être demandé, et accepté, auprès des restaurants les plus prestigieux, voire dans certains restaurants étoilés. La plupart du temps, son appellation varie : gourmet bag, « box anti-gaspi » ou bien « outil de take away ». Selon Denis Courtiade, directeur de salle du restaurant Alain Ducasse au Plaza Athénée, cette pratique « ne fait pas partie de notre culture ». « Aux États-Unis, en Asie ou même au Moyen-Orient, les portions sont généreuses et les plats conviviaux, quand en France, les assiettes sont généralement moins fournies et travaillées de façon plus individuelle […]. De plus, dans de nombreuses familles, on apprend très tôt aux enfants à finir leurs assiettes. »
Contrairement à une idée répandue, la loi du 11 février 2016 relative à la lutte contre le gaspillage alimentaire n'ordonne pas aux restaurateurs de proposer systématiquement un doggy bag à leurs clients. Le texte leur enjoint de réviser leur politique de tri sélectif et l'utilisation des invendus. Si la loi « recommande fortement » de proposer ce service, elle ne les y oblige cependant pas.
À partir de 2021, les restaurateurs devront mettre à disposition des clients qui en font la demande des contenants permettant d'emporter les produits non consommés,.

### Suisse
En Suisse, il n'y a aucune obligation légale de fournir un contenant pour emporter les restes, mais certains restaurants, de plus en plus nombreux, le proposent ou accèdent aux demandes de leurs clients.